# Castanopsis cavaleriei
Castanopsis cavaleriei là một loài thực vật có hoa trong họ Fagaceae. Loài này được H.Lév. mô tả khoa học đầu tiên năm 1913.